# Musån, Värmland
Musån ligger strax öster om Ekshärad i Värmland. Musån är en skogs- och myrå som tidigare varit flottningsled, nu används den som sportfiskevatten med regelbunden inplantering av regnbåge. I ån finns även ett naturligt bestånd med öring.